# Marta Colvin
Marta Colvin Andrade (Chillán, 22 de junio de 1907-Santiago, 27 de octubre de 1995) fue una escultora chilena que recibió el Premio Nacional de Artes Plásticas de 1970.

## Biografía
Marta Colvin Andrade nació el 22 de junio de 1907 en la ciudad de Chillán. De ascendencia irlandesa por parte de su padre James Colvin, y ascendencia chilota y portuguesa, por parte de su madre, la artista Elcira Andrade; se casó a los 16 años, con el agricultor de ascendencia francesa Fernando May Didier, con quien tendría tres hijos, y con quien residiría en el fundo El Mono, en las afueras de Chillán, hasta los 21 años.
Inició su carrera artística en Chillán gracias a un "encuentro casual con su profesora de dibujo, la escultora Noemí Mourgues Bernard", de origen francés, quien "puso entre sus manos la primera greda para modelar". Compartió posteriormente sus inquietudes con otras artistas, con quienes formó el grupo Tanagra.
Colvin se mudó a Santiago después del terremoto de Chillán de 1939, que destruyó su casa en Chillán. En la capital se instaló con sus hijos y su marido se quedó en el sur siempre dedicado a la agricultura. Marta Colvin, a pesar de tener ya más de 30 años, ingresó en la Escuela de Bellas Artes de la Universidad de Chile (1939-1945), donde tuvo como profesores a Julio Antonio Vásquez y Lorenzo Domínguez.
Siendo todavía estudiante, fue nombrada en 1943 ayudante del Taller de Escultura de Vásquez en la citada Escuela de Bellas Artes; siete años más tarde pasa a ser profesora auxiliar y en 1957 asumió como titular, cargo que ocupó hasta 1972.
Después de egresar, continuó sus estudios en el extranjero, primero en la Académie de la Grande Chaumière (1948-1949), con Henri Laurens, Ossip Zadkine y Etienne Martin — en París tomó también curso de Historia del Arte, en el Louvre, y de Estética en La Sorbona—, y después, en 1951 y 1953, en la Slade School de la Universidad de Londres. En Inglaterra trabajó con el escultor F. E. McWilliam, se vincula con el escritor, filósofo y crítico de arte Herbert Read y con el escultor Henry Moore, al cual la unirá una estrecha amistad.
Bajo la influencia de Moore, que le enseñó a valorar la tradición cultural precolombina, Colvin viajó por Perú y Bolivia, estudiando y absorbiendo las culturas prehispánicas.
Su consagración la obtuvo en 1965, cuando ganó el Gran Premio Internacional de Escultura con Las torres del silencio, una de sus obras monumentales realizadas en piedra. Adquirida en 1970 por una institución de Bélgica, se encuentra ubicada en el Museo de la Escultura al Aire Libre de Middelheim, cerca de Amberes.
A lo largo de su vida obtuvo numerosos galardones, entre ellos, en 1970, el máximo chileno: Premio Nacional de Artes Plásticas.  Además por sus méritos artísticos sobresalientes, le fueron otorgados la Medalla del Congreso Nacional (1970) y la Orden al Mérito Docente y Cultural “Gabriela Mistral” en grado de Gran Oficial (1989).
Muchas de sus obras se encuentran en el extranjero, en Inglaterra y Francia, país este último donde residió por espacio de más de 30 años. Allí se casó con el filósofo y crítico de arte Pierre Voulbout, a quien había conocido en 1954, el año de su primera exposición individual en el extranjero, en la galería parisina Verneuil. En 1990, tres años después de la muerte de su segundo marido y luego de haber sufrido un infarto cerebral, Colvin regresó a Chile. Su gran retrospectiva se realizó en el Museo Nacional de Bellas Artes en 1993 y dos años más tarde fallecía en Santiago. Fue sepultada en el Cementerio General de la capital chilena, y luego, en 2009, sus restos fueron traslados al cementerio municipal de Chillán, donde descansan en el sector llamado Patio de los Artistas.

## La escultora
Colvin era muy diestra en las "técnicas de la talla en piedra, el vaciado en bronce y el desbaste en madera, siendo esta última una característica en su producción".
En sus comienzos, predominaban las figuras humanas, pero fue evolucionando «hacia un estilo que intentó representar las fuerzas elementales de la naturaleza». Hacia los años 1960 encontró su sello particular, que se caracteriza por la reunión de varios bloques ensamblados entre sí, que levantan la obra en sentido vertical y la expanden en sentido horizontal, generando tensión; las superficies fueron marcadas con incisiones profundas que acentúan las direcciones del volumen, así como sus ritmos y tensiones. Desarrolló así "una temática abstracta que plantea la búsqueda de formas y simbologías sudamericanas".
El archivo personal de la artista fue donado por la Sucesión Marta Colvin en 2007 a la Biblioteca y Archivo del Museo Nacional de Bellas Artes, y en los años siguientes se organizó el Fondo Marta Colvin, que está disponible a los estudiosos desde 2010. A un costado de la escuela de Diseño Gráfico del Campus Fernando May de la Universidad del Bío-Bío se ubica el Museo Marta Colvin con su parque de esculturas. Estos terrenos eran parte del fundo El Mono, de su primer marido, Fernando May Didier, en cuya casona la futura escultora vivió desde los 16 a los 31 años de edad; el hijo de ambos, Fernando May Colvin los donó a la universidad.

## Obras en colecciones públicas

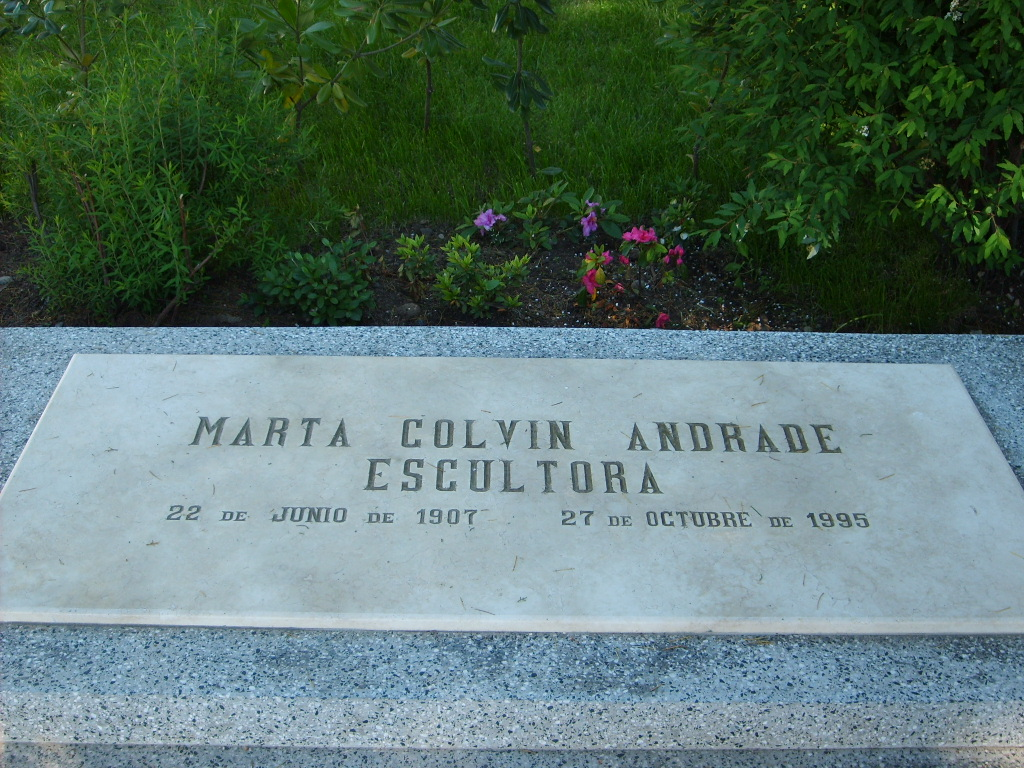
Tumba de Marta Colvin, en el Cementerio Municipal de Chillán.

- Alas al viento (piedra, 12 dm de alto), Parque de las Esculturas, Universidad de Talca
- Andes (1959, bronce, 0,50 m), Palacio del Quirinal, Roma
- Caleuche (Nef) (1975, piedra de los Andes, 3.5 x 2 x 2 m), puerto de Saint-Nazaire
- Ciudad herida (1993), Campus Fernando May de la Universidad del Bío-Bío, Chillán, Chile
- Correfour de l'esprit (1972, madera, 4,5 x 4 x 2 m), Colegio de Villepinte (Sena-Saint Denis), París
- Eslabón (1956, madera de sicómoro, 64 cm de alto), Museo Nacional de Bellas Artes, Santiago
- Danza para tu sombra (1952, piedra granito, 3,5 x 3 x 2,8 m), tumba de la bailarina Isabel Glatzel, Cementerio General de Santiago
- El árbol de la vida (1971, piedra), Centro Cultural Gabriela Mistral, Santiago
- Espíritu del agua (1982, bronce, 3 x 2 x 1,5 m), plaza del General de Gaulle, Marly-le-Roi
- Himno al trabajo (1989, madera policromada), Cámara Chilena de la Construcción, Santiago
- Himno a la paz, Sede de Unesco, Ginebra, Suiza[2][15]
- Homenaje a los templarios (1981, piedra, 4 x 3,5 x 3 m), Ville Nouvelle de St. Quentin, Yvelines
- Homenaje a la Neurocirugía (1953, bronce, 3 m de alto), Instituto de Neurocirugía, Santiago
- Horizonte andino (1986, piedra, 0,21 x 0,46 x 0,16 m), Museo de Artes Visuales, Santiago
- Las torres del silencio (1965, piedra, 3,5 m de alto), Museo de la Escultura al Aire Libre de Middelheim, Bélgica[2]
- Leviathan (1977, madera, 4.5 x 3 x 3 m, colegio de Outreau, Boulogne-sur-Mer)
- Madre Tierra / Pachamama (1986, piedra roja de los Andes, 4.18 x 1.26 x 1.04 m), Parque de las Esculturas de Providencia
- Manutara, 1957, bronce, 1,6 m), Battersea Park, Londres
- Melusine (1978, piedra, 2,5 m), Colegio de la Crèche, Niort
- Monumento a Laurita Lagos (1964, piedra de Chillán, 3 m), Cementerio Municipal de Chillán
- Monumento a Sucre. Plaza Sucre, Ñuñoa, Santiago
- Mural de Osaka (1970, piedra y cobre), Museo de Osaka
- Pincoya (1970, aluminio, 7 metros de largo), población La Pincoya, Huechuraba (destruida al ser desmontada y arrojada cerro abajo por vándalos)
- Puerta del Sol (1970, piedra roja de los Andes), Museo de Pontoise
- Quinchamalí (1956, madera, 1,27 x 0,55 x 0,5 m;), Parque de las Esculturas Marta Colvin de Chillán
- Rosa de los vientos (1979, piedra, 3,60 x 3 x 3 m), Facultad de Odontología de la Universidad de París
- Señal del bosque / Signal en forêt (1971, madera, 4,5 x 4 x 2 m), bosque de Senart, París[2]
- Señal de oriente y occidente / Signal (1991, madera policromada, 3.5 m), Parque de las Esculturas de Seúl
- Signal (1991, madera policromada rojo lacre, 3.5 m de alto), plaza de América Latina, París
- Signo solar / Grand Signe (1963, piedra de los Andes, 2,4 x 2 x 2,2 m), St. Bernard, París
- Silvia (1946, bronce, 80 x 43 x 50 cm), Museo de Arte Contemporáneo de Santiago
- Terra Mater (1957, madera de castaño, 2 m), Pinacoteca de la Universidad de Concepción
- Victoire (1978, piedra, 4 x 3 x 2 m), Regimiento Bouliac, Burdeos
- Vigía del mar (1983, granito, 6,5 x 3 x 2 m;, Fuerte Crozon, Brest
- Vigías (1968, madera patinada, 2 m de alto), Museo Nacional de Bellas Artes, Santiago
- Yo sostengo tu cruz (1960, madera, 2,3 m), monasterio benedictino de Las Condes, Santiago

## Premios y reconocimientos
- Segundo Premio Escultura, Salón Anual de Alumnos, Escuela de Bellas Artes, Santiago, 1939
- Primer Premio, Salón Oficial, Museo Nacional de Bellas Artes, Santiago, 1944
- Tercer Premio, Salón Conmemorativo del Centenario de la Universidad de Chile, Santiago, 1944
- Segunda Medalla, Salón de Verano de Viña del Mar, 1944
- Segundo Premio Concurso Monumento a Don José Victorino Lastarria, Santiago, 1946
- Primer Premio Monumento a la Memoria del doctor Enrique Arancibia, Cementerio General de Santiago, 1946
- Monumento al prócer venezolano Antonio José de Sucre, Santiago, 1947
- Primer Premio, Mención Escultura, Salón Oficial, Museo Nacional de Bellas Artes, Santiago, 1948
- Beca del Gobierno de Francia, 1948
- Primer Premio de Escultura, Salón IV Centenario de Concepción, 1950
- Primer Premio, Mención Escultura, Salón Oficial, Museo Nacional de Bellas Artes, Santiago, 1951
- Mención Honrosa Concurso Internacional del Monumento al Prisionero Político Desconocido, Londres, 1952[2]
- Beca del Consejo Británico a Inglaterra, 1952
- Primer Premio, Mención Dibujo, Salón Oficial, Museo Nacional de Bellas Artes, Santiago, 1955
- Busto de Benjamín Vicuña Mackenna, plaza de América Latina, París, 1956
- Premio de Honor, Salón Oficial, Museo Nacional de Bellas Artes, Santiago, 1956
- Primer Premio de Escultura, VIII Bienal de Sao Paulo 1965 por Las torres del silencio[2]
- Hija Ilustre de Chillán, Municipalidad de Chillán, 1965[2]
- Medalla de Honor del Senado, Congreso Nacional de Chile, Santiago, 1970
- Premio Nacional de Artes Plásticas de Chile 1970
- Homenaje de la Comunidad Artística de Lo Curro, Santiago, 1971
- Homenaje de la Asociación de Pintores y Escultores de Chile, Santiago, 1971
- Premio del Consejo Regional de Isla de Francia, 1982
- Miembro de la Academia Chilena de Bellas Artes, Santiago, 1986
- Profesora honoris causa del Instituto Profesional de Chillán, 1987
- Condecoración de la Orden al Mérito Docente y Cultural Gabriela Mistral, en el grado de Gran Oficial, Santiago, 1982
- Premio Rebeca Matte, Ministerio de Educación de Chile, Santiago, 1992
- Premio del Círculo de Críticos de Arte de Chile, Santiago, 1994
- Serie de sellos y sobres 100 años Marta Colvin, Chile, 2007

## Exposiciones individuales
- Galería de Verneuil, París, 1954
- Museo de Arte Moderno de São Paulo, 1965
- Exposición de Escultura al aire libre, Santiago, 1966
- Galerie de France, París, 1967
- Exposición Universal Expo '70, Osaka, 1970
- Casa de la Cultura, Orleans, 1973
- Colonia, Francia (itinerante), 1975
- Plástica Chilena Horizonte Universal, Museo Nacional de Bellas Artes, Santiago, 1985
- Sala Organización de Estados Americanos, Washington D. C., 1991
- Museo Nacional de Bellas Artes, Santiago, 1993
- Maison de l'Amerique Latine, París, 1993
- Centro cultural el Austral, Valdivia, 1994
- Centro de Extensión Pedro Olmos de la Universidad de Talca, 1994
- Parque Jorge Alessandri, Concepción, 1994
- Marta Colvin, América Extrema, Sala de Arte de la Fundación Telefónica Chile, Santiago, 2007
- Escultura, Collages y Grabados, Galería AMS Marlborough, Santiago, 2008
- Desde el taller, Museo Ferroviario, Temuco, 2008
- La Voz de la Materia, Galería Animal, Santiago, 2007
- Procesos: Esculturas de Marta Colvin; Centro de Extensión Universidad Católica de Chile, Santiago, 2010
- Bodegón Cultural de Los Vilos, Región de Coquimbo.

## Homenajes
En la comuna de Coihueco fue inaugurada el año 2004, la escuela Marta Colvin Andrade, por su hijo Fernando May Colvin (en ese entonces alcalde de Coihueco). Una escuela básica de Recoleta, ubicada en la esquina de Héroes del Buin con Víctor Cuccuini lleva su nombre. En Chillán se inauguró en septiembre de 2011 el Museo Marta Colvin.